# 阿倫山
阿倫山（英語：Allan Hills）是南極洲的山峰，座標76°43′S 159°40′E / 76.717°S 159.667°E，位於莫森冰川和麥基冰川發源地附近，處於庫姆斯山西北面，全長22公里，由新西蘭探險隊繪入地圖，現時由南極條約體系管理。
76°43′S 159°40′E / 76.717°S 159.667°E